# Giovanni Tommasi Ferroni

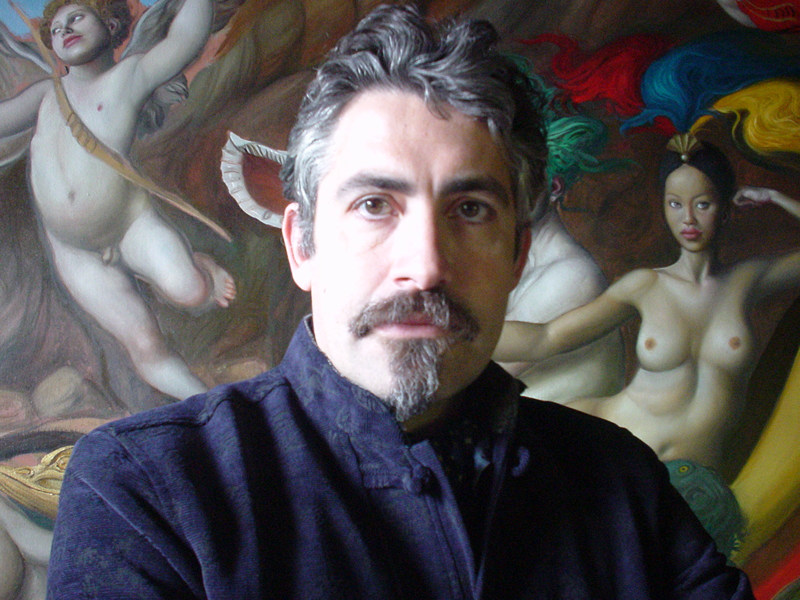
Giovanni Tommasi Ferroni

Giovanni Tomassi Ferroni (Rome, 19 november 1967) is een kunstschilder van Italiaanse afkomst

## Biografie
Giovanni Tommasi Ferroni werd geboren in Rome op 12 november 1967, in een familie van kunstenaars uit Toscane. Behalve zijn vader Ricardo, bestaat de artistieke connectie van zijn familie uit grootvader Leone, oom Marcello (beiden getalenteerde schilders en beeldhouwers) en zijn zus Elena, een schilderes met wie Ferroni al vroeg in zijn carrière gezamenlijke exposities hield. 

Hij voelde zich al vroeg in zijn jeugd aangetrokken tot de tekenkunst en bezocht vanaf zijn elfde jaar regelmatig het atelier van zijn vader. Ook kreeg hij tekenlessen in het beeldhouwatelier in Pietrasanta van zijn oom Marcello gedurende de zomers. 

Hij maakte zijn eerste schilderij op zestienjarige leeftijd, maar zijn carrière als schilder begon pas echt nadat hij zijn middelbare school had afgemaakt in 1986, zich bij het atelier van zijn vader voegde en Literatuur en Kunstgeschiedenis ging studeren aan de Universiteit te Rome ‘La Sapienza’. 

Deze twee studies vormen vandaag de dag nog steeds een grote inspiratiebron in zijn werk. 

Door te werken in het atelier van zijn vader Riccardo werd hij op ongeveer dezelfde manier geschoold als zijn voorouders gedurende de periode/traditie van de Barok
Zijn schilderijen creëren een fantasiewereld die wordt bewoond door verschillende mythologische, historische en hedendaagse wezens. Terwijl Tommasi’s stijl wordt beïnvloed door de stijl van zijn voorouders, intrigeren hedendaagse iconen hem ook. Hij weet een klassieke stijl en onderwerp en het hedendaagse samen te brengen op een ironische en fantasievolle wijze. Ferroni is een schilder in de klassieke zin van het woord. Zijn werk getuigt van een bewondering voor de Renaissancistische kunst en gevoel voor monumentaliteit. Gebouwen, gebeurtenissen en mythologische en historische figuren vormen het beginpunt van de verbeelding van de kunstenaar. Soms leiden historische locaties tot een schilderij, zoals de oude kerk van de San Marco in Venetië waar – opvallend element in een aantal werken van de kunstenaar – een luxueus modern jacht aangemeerd is. Deze tegenstrijdigheid van een beeld in de tijd (anachronisme) kan ook gevonden worden in andere schilderijen van Ferroni en geeft het werk een magisch-realistische kwaliteit. Het verhalende karakter in zijn werk is duidelijk aanwezig. 
Door het spel met tijd in veel van zijn schilderijen, wordt bij de toeschouwer een bepaald gevoel van vervreemding gecreëerd. Een klassieke wereld waarbij de connectie met het hedendaagse behouden blijft. 

## Schilderstijl
Zijn werken behoren tot de hedendaagse kunst en het magisch realisme.

## Exposities
- 1989 Galleria AMG, Alassio (Italië)
- 1991 Galleria Il Gabbiano, Rome (Italië)
- 1995 Galleria L´Indicatore, Rome (Italië)
- 1997 Group exhibition European Figurative Art Steltman Galleries, Amsterdam
- 1997 Steltman Galleries, Amsterdam
- 1997 Galleria Il Gabbiano, Rome (Italië)
- 1998 Steltman Galleries, New York (Verenigde Staten)
- 1998 Steltman Galleries, Amsterdam
- 2000 Steltman Galleries, Amsterdam
- 2002 Museo Sandro Parmeggiani, Ferrara (Italië)
- 2002 Steltman Galleries, Amsterdam
- 2003 Steltman Galleries, Amsterdam
- 2004 Galerie Il Tempietto, Brindisi
- 2005 Steltman Galleries, Amsterdam
- 2006 February - March, Jan van der Togt Museum, Amstelveen
- 2006 April, Gallery Davico, Turijn
- 2007 Museo Sandro Parmeggiani, Ferrara (Italië)
- 2007 Tecna, Milaan (Italië)
- 2007 Palazzo Antinori 'Per ... Bacco', Florence (Italië)
- 2007 Censa, Italië
- 2007 August, Mongolië
- 2007 Steltman Galleries, Amsterdam
- 2011 Selective Art PARIS